# ETC (Zeitschrift)
ETC ist eine linksliberale schwedische Zeitschrift und Tageszeitung mit Schwerpunkten auf investigativen Journalismus, Bildreportagen und Interviews.
ETC wurde 1978 gegründet und ist bekannt für sein unkonventionelles, teilweise provokatives Layout. ETC erscheint im ETC Förlag AB. Herausgeber und Chefredakteur ist der Gründer der Zeitschrift Johan Ehrenberg. Seit Januar 2014 erscheint „Dagens ETC“ als eine Art Tageszeitung. Zeitweise hatte ETC Regionalausgaben für die Städte und Regionen Malmö, Sundsvall, Bergslagen, Örebro, Göteborg und Stockholm. ETC erhielt, wie andere Publikationen in Schweden, jedes Jahr bedeutende staatliche Unterstützung.

## Geschichte
ETC erwuchs aus der Vorgängerzeitschrift Partisano, deren „0-Nummer“ im Dezember 1976 erschien. Nach der 10. Ausgabe der kulturkritisch-linksorientierten Zeitschrift Partisano wurde der Inhalt um politische Beiträge und Reportagen erweitert. Seit 1978 erscheint die Zeitschrift unter dem Namen ETC. Die „Gründungsväter“ des Partisano waren die Journalisten Johan Ehrenberg, Timo Sundberg, Micke Jaresand und Alain Topor.

### Dagens ETC
Zum ersten Mal im Januar 2014 erschien die tägliche Ausgabe der ETC als Dagens ETC. Die Publikation trat mit der Idee an, sich als Alternative zu den überregionalen Schwergewichten von Dagens Nyheter und Svenska Dagbladet in der Meinungs- und Medienlandschaft zu etablieren. Der Start wurde über Crowdfunding durch die mit ETC verbundenen Leser finanziert. Ende 2017 mussten aus finanziellen Gründen 15 Lokalredaktionen geschlossen werden und 2018 über 800.000 Euro an staatlicher Unterstützung zurückzahlen. ETC hatte falsche Angaben an das  Amt für die Presse (MPRT) für die Zuteilung dieser Unterstützung gemacht. Daraufhin wurden auch die Redaktionen in Umeå und Jönköping geschlossen.

## Verlag
Der ETC Förlag AB veröffentlicht eine Reihe von Büchern und hat einen ETC-Shop eingerichtet.

## Weblink
- Homepage der Zeitschrift